# 迪诺·托普默勒
迪诺·尼古拉斯·托普默勒（德語：Dino Nicolas Toppmöller；1980年11月23日—）是一位德国前足球运动员及现任足球教练，自2023-24赛季起执教德甲俱乐部法兰克福。

## 职业生涯
迪诺·托普默勒为德国足球名宿克劳斯·托普默勒之子，得名于意大利传奇球星迪诺·佐夫。在球员生涯中，托普默勒共参加过128场德乙联赛及射入20球，也参加过31场地区联赛及射入6球。他于2005-06赛季效力于地区联赛球队雅恩雷根斯堡，至2006年8月12日又加盟奥芬巴赫踢球者。随着踢球者降级，面临无球可踢的托普默勒于2008年9月转而与奥格斯堡签订了一份为期一年的合同，但2009年4月7日却因个人原因解约。
经过2009年11月的试训后，托普默勒于2009-10赛季冬歇期被卢森堡国家联赛球队暨卫冕冠军F91迪德朗日签入，为期半个赛季。自2010年7月起，他在德国第六级莱茵兰联赛的萨尔姆罗尔效力，并担任队长。在2010-11赛季，萨尔姆罗尔以领先第二名梅灵18分的优势成功升入西南高级联赛。此外，托普默勒还以36个入球成为莱茵兰联赛最佳射手。在接下来的2011-12赛季，他又射入25球，夺得西南高级联赛金靴奖。
2012年9月末，托普默勒与主帅帕特里克·克里克发生分歧后决定离开俱乐部，合同终止。他与胞弟汤米随后于同年12月一起加盟高级联赛球队梅灵。自那时起，托普穆勒便在罗伯特·荣的麾下担任球员兼助理教练。当荣辞职后，他承担了全部责任；于联赛最后一轮成功保级。至2014年1月，托普穆勒结束了在梅灵的工作。
托普默勒于2014-15赛季成为刚刚降级的卢森堡荣誉联赛（第二级）俱乐部哈姆本菲卡的球员兼主教练。经过一年的打拼，托普默勒的球队力压同城竞争对手卢森堡联，得以重新升入国家联赛。倒数第二轮，他甚至在对阵蒙代康日的比赛中上演帽子戏法（最终比分4-0）。随着哈姆本菲卡于来季保级失败，托普默勒遂于2016-17赛季转投此前效力过的全国冠军F91迪德朗日担任主教练，并在掌权后的首个赛季便率队夺得联赛、杯赛和联赛杯的三冠王。2017-18赛季，他再次率迪德朗日夺得卢森堡冠军，从而得以于2018-19赛季历史上首次进入欧洲联赛分组赛阶段，并在对阵皇家贝蒂斯的比赛中逼得一场平局。这一壮举创造了卢森堡足球的历史，因为迪德朗日不仅是第一支进入欧战分组赛阶段的球队，而且还获得第1个积分。在当季再次夺得三冠王后，托普默勒离开了迪德朗日，选择加盟比利时足球乙级联赛升班马维尔通，并签署了一份期至2021年届满的合同。2019年12月2日，维尔通宣布托普默勒辞去主教练职务。
托普默勒随后参加了德国足协开办的足球教练培训课程，并于2020年8月顺利获得欧洲足联职业教练证书。2020年7月20日，他被引荐至德甲俱乐部RB莱比锡，担任主教练尤利安·纳格尔斯曼的副手。2021年6月18日，他又以助理教练身份跟随纳格尔斯曼转投德国班霸拜仁慕尼黑。至2023年3月24日，纳格尔斯曼连同托普默勒在内的整个教练团队遭到拜仁解雇。
2023年6月12日，托普默勒成为德甲俱乐部和睦法兰克福的新任主教练。他接替了奥利弗·格拉斯纳的位置，并签署了一份期至2026年6月30日届满的合同。其父亲克劳斯也曾于1993年至1994年间执教过法兰克福。

## 成就
球员
- 萨尔兰杯冠军：2000

主教练
- 卢森堡国家联赛冠军：2017、2018、2019
- 卢森堡杯冠军：2017、2019
- 卢森堡联赛杯冠军：2017、2019